# Johan Rapp
Johan Olof Gudmundsson Rapp, född 20 augusti 1952 i Stockholm, är en svensk journalist och författare. Han har bland annat arbetat som svensk utrikeskorrespondent för Associated Press och som kommunikationskonsult startat flera tidnings- och webbprojekt.
2003 grundade han de Tankspriddas Riksförbund, som väckt uppmärksamhet och lett till flera bokutgivningar relaterade till ämnet tankspriddhet.

## Biografi
Johan Rapp är uppvuxen i Stockholm samt utanför Sverige, men han började sin yrkesbana som lokalreporter på Ystads Allehanda i Skåne i slutet av 1970-talet. 1982 flyttade han tillbaka till Stockholm, där han på AP bland annat verkade som Sverigekorrespondent och som redaktionschef för nyhetsbyråns översättningstjänst.
Vid sidan om det journalistiska arbetet arbetade han även som informatör åt företag, som frilans åt tidskrifter i Storbritannien. Dessutom författades en bok om möbelvård och en om videoproduktion för hemmabruk.
1997 övergick Rapp till en tjänst som kommunikationskonsult (där han bland annat startade och ledde olika tidnings- och webbprojekt) och sju år senare startade han eget företag inom kommunikatörsbranschen. 
2003 grundade Rapp de Tankspriddas Riksförbund, den enligt uppgift första organisationen för personer behäftade av tankspriddhet (en egenskap som enligt Johan Rapp både har bra och mindre bra sidor). Idén till föreningen hade han och några till burit på i över 20 års tid, sedan Rapps tid i Skåne på 1980-talet.
I ämnet tankspriddhet har Johan Rapp bland annat författat de båda böckerna Handbok för tankspridda och Ursäkta, vi glömde nåt. Den förstnämnda boken har även översatts till finska, tyska och italienska. 2017 kom Bli hjärnsmart, en handbok i studieteknik.